# Republic XF-91 Thunderceptor
El Republic XF-91 Thunderceptor fue un interceptor de propulsión mixta, usando un motor de reacción principal y un conjunto de cuatro pequeños motores cohete auxiliares para empuje adicional durante los ascensos y la intercepción. Una vez terminado el diseño, este ya era en gran medida obsoleto debido al rápido incremento de rendimiento de los motores de reacción de la época, y sólo se fabricaron dos prototipos. Uno de ellos fue el primer caza estadounidense en sobrepasar la velocidad del sonido en vuelo nivelado.
Una característica única del Thunderceptor era su inusual ala trapezoidal inversa, en la que la longitud de la cuerda aumentaba junto con la envergadura alar desde la raíz hasta la punta alar, al revés de los diseños convencionales de ala en flecha. Fue un intento de atajar el problema del pitch-up, un fenómeno potencialmente mortal que atormentaba a los primeros modelos de alta velocidad. El diseño del Thunderceptor tenía la intención de que el ala entrara en pérdida de forma suave, como un diseño de ala recta.

## Diseño y desarrollo

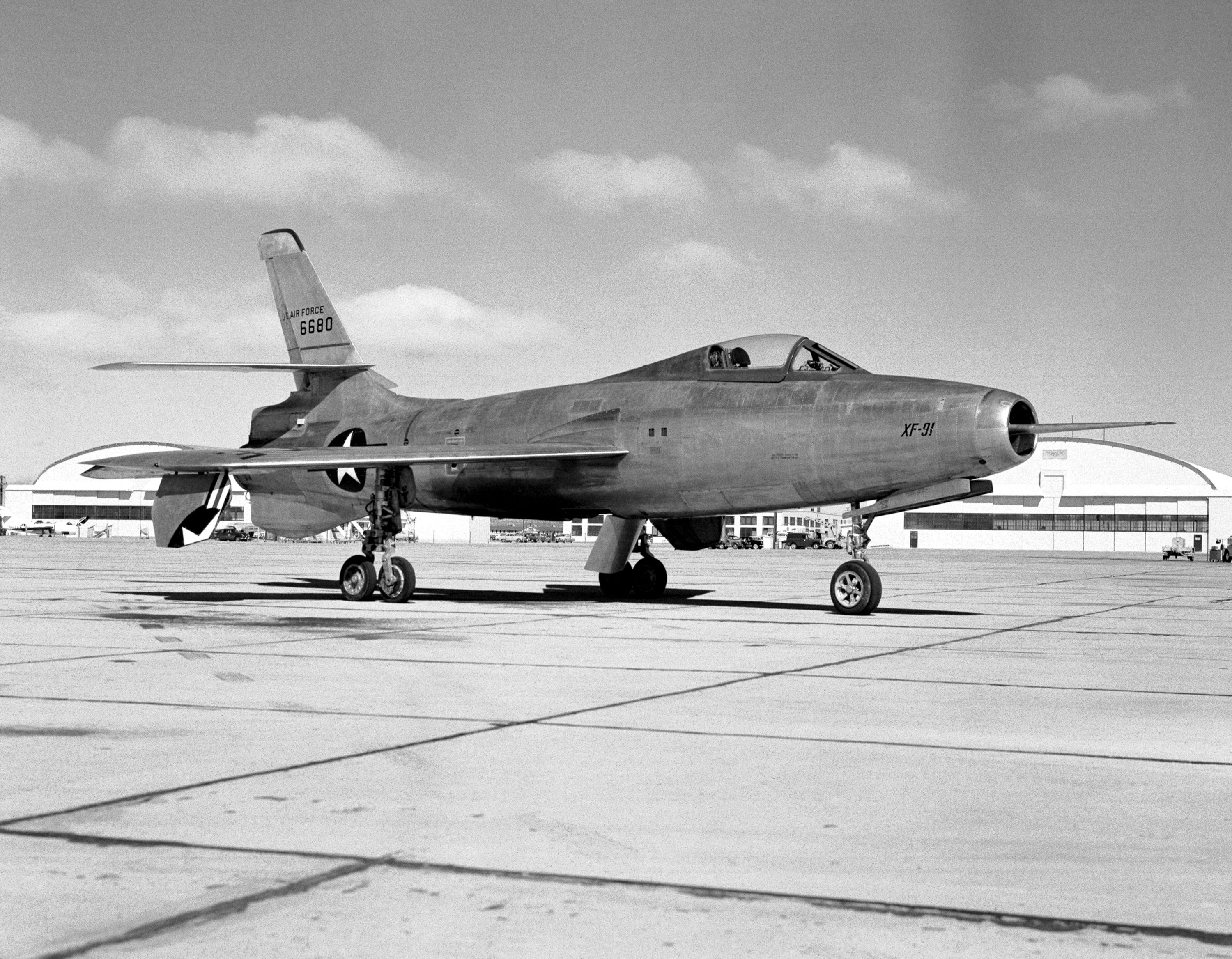
XF-91 en 1951 en la Base de la Fuerza Aérea Edwards.

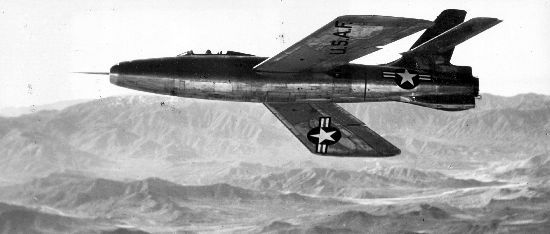
XF-91 Thunderceptor durante las pruebas.

Durante el desarrollo del XP-84, Republic, bajo la guía de Alexander Kartveli, investigó la instalación de cohetes en cazas. La compañía se inspiró en los aviones alemanes de la guerra: el Messerschmitt Me 163 de cohetes y la serie experimental de prototipos del interceptor Messerschmitt Me 262C Heimatschützer (protector doméstico) a reacción con aceleradores cohete.
El diseño del Thunderceptor fue una de las dos modificaciones de ala en flecha basadas en el original Republic F-84 Thunderjet, siendo el otro el Republic F-84F Thunderstreak, que fue desarrollado más tarde. Un problema serio con la mayoría de los diseños de ala en flecha de la época eran las peligrosas prestaciones a baja velocidad y a altos ángulos de ataque. El flujo inactivo sobre el ala tendía a "deslizarse" hacia las puntas alares, lo que les provocaba entrar en pérdida antes que el resto del ala. En esta situación, el centro de sustentación cambiaría rápidamente hacia delante en relación con el centro de masas, levantando el morro y llevando a un ángulo de ataque aún mayor o, en casos extremos, a una caída de extremo a extremo de la aeronave. Los aviones atrapados en este régimen a menudo entraban en pérdida y se estrellaban, y una serie de estos accidentes con el North American F-100 Super Sabre condujeron al término "baile del Sabre".
La característica de diseño más notable del Thunderceptor estaba destinada a corregir este problema. Las alas fueron construidas para tener considerablemente más cuerda (distancia desde el borde de ataque hasta el borde de fuga) en la punta que en la raíz, permitiéndoles generar más sustentación. Esto corrigió pulcramente el problema del baile del Sabre al retrasar el punto de pérdida de la punta respecto al del ala entera. Un efecto colateral de este diseño era que las puntas alares tenían más espacio interno, así que el tren de aterrizaje se montó para retraerse hacia afuera, con las ruedas descansando en las puntas alares, usando dos ruedas más pequeñas en una disposición en tándem, en lugar de una mayor. Otro cambio de diseño fue la habilidad de variar el ángulo de incidencia del ala en bloque, aumentando la inclinación en operaciones a baja velocidad en los despegues y aterrizajes, y luego "nivelándola" para el vuelo a alta velocidad y de crucero. Permitía que el fuselaje permaneciera más cerca de estar nivelado al aterrizar, mejorando mucho la visibilidad.
De acuerdo con su papel de interceptor, el morro fue rediseñado para incorporar una antena de radar, forzando que la toma de aire del motor fuera recolocada de su original posición de morro a una nueva debajo de él. Por lo demás, el fuselaje era muy similar al del F-84. El primer prototipo no incluyó el radomo, aunque fue instalado en el segundo prototipo.

### Pruebas y evaluación

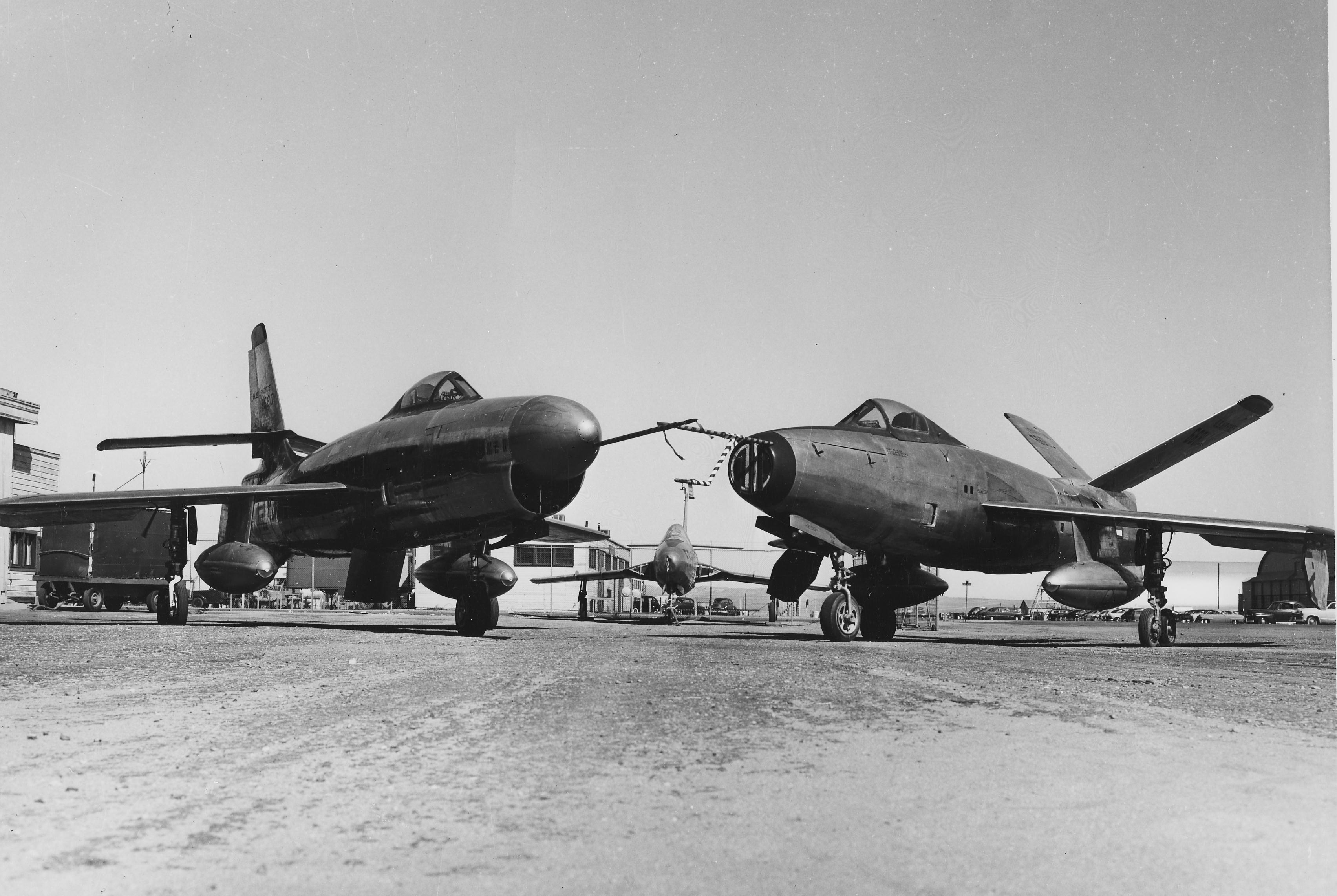
A la izquierda está el Republic XF-91 (serial number 46-680) tras la instalación del radomo de morro y a la derecha está el XF-91 (serial 46-681) tras la modificación de cola en V.

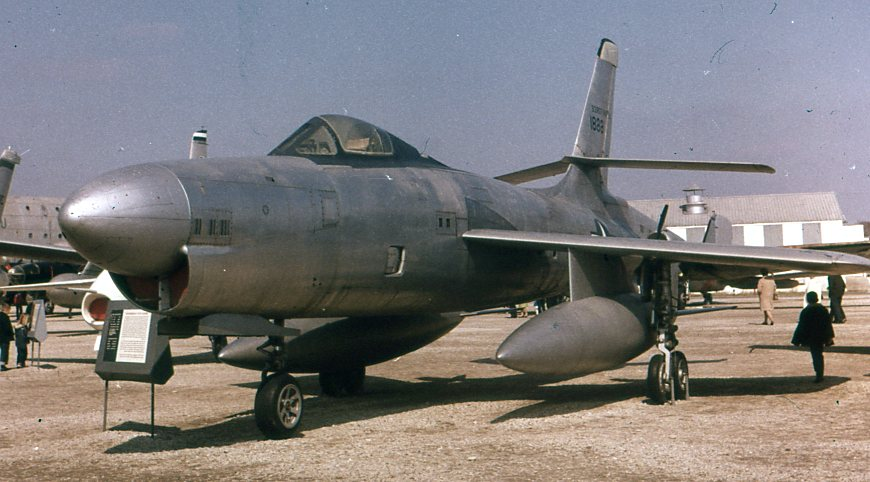
XF-91 Thunderceptor, s/n 46-680 en exhibición.

El primer prototipo realizó su primer vuelo el 9 de mayo de 1949, rompiendo la barrera del sonido en diciembre de 1951. Fue modificado más tarde con un pequeño radomo de telemetría de armas (aunque no era el radomo "completo" del segundo prototipo). El segundo prototipo incluía un radomo completo y toma de aire de barbilla, pero por lo demás era similar. Con el reactor y los cohetes funcionando, el avión podía alcanzar Mach 1,71. Ambos prototipos completaron 192 vuelos de pruebas en el transcurso de cinco años.
El segundo prototipo, 46-681, sufrió un fallo de motor durante un despegue desde la Base de la Fuerza Aérea Edwards en el verano de 1951. El piloto de pruebas Carl Bellinger de la Republic Aviation escapó del avión justo cuando se derritió la cola a los 90 segundos de vuelo. Para cuando llegó el equipo contraincendios, conduciendo siete millas por el lecho seco del lago, la sección de cola se había reducido a cenizas. El 46-681 fue equipado más tarde con una cola en V (o "mariposa") y fue probado en vuelo con esa configuración. Luego fue usado en la Edwards AFB como simulador de accidentes para entrenamiento de tripulantes, y posteriormente fue desguazado.
Como interceptor, el Thunderceptor pronto fue eclipsado por diseños de otras compañías, pero al igual que el Thunderceptor, ninguno de ellos entraría en producción. La Fuerza Aérea de los Estados Unidos decidió esperar el poco tiempo necesario para presentar diseños más nuevos y mucho más capaces creados como parte del proyecto interceptor de 1954. El Thunderceptor, como los demás diseños de interceptores de la época, tenía tiempos de vuelo extremadamente cortos, del orden de los 25 minutos, haciéndolos casi inútiles para proteger un área tan grande como los Estados Unidos. Los diseños de 1954 batían al XF-91 en velocidad, alcance y tiempo de permanencia en zona, asimismo incluían el radar y el sistema de control de fuegos necesarios para las operaciones nocturnas y todo-tiempo. La época del interceptor tipo caza diurno se había acabado.
El prototipo superviviente, número de serie 46-680, está preservado en la Galería de Investigación y Desarrollo del Museo Nacional de la Fuerza Aérea de los Estados Unidos, en la Wright-Patterson AFB (Ohio), en Dayton.

## Especificaciones (XF-91)

### Características generales
- Tripulación: Uno (piloto)
- Longitud: 9,5 m (31,2 ft)
- Envergadura: 13,2 m (43,2 ft)
- Altura: 5,5 m (18,1 ft)
- Peso vacío: 6410 kg (14 127,6 lb)
- Peso cargado: 8400 kg (18 513,6 lb)
- Peso máximo al despegue: 12 840 kg (28 299,4 lb)
- Planta motriz:
  - 1× turborreactor General Electric J47-GE-7 (posteriormente GE-17).
    - Empuje normal: 30,6 kN (5200 lbf) (30,69 kN (6900 lbf) con posquemador e inyección de agua) de empuje.

  - 4× motor cohete Reaction Motors XLR11-RM-9.
    - Potencia: 7 kW (10 HP; 10 CV) cada uno.

### Rendimiento
- Velocidad máxima operativa (Vno): 1584 km/h (984 MPH; 855 kt)
- Alcance: 1880 km (1015 nmi; 1168 mi)
- Techo de vuelo: de 15 200 a 16 800 m (50 000-55 000 pies)
- Régimen de ascenso: 14 500 m (47 500 pies) en 2,5 minutos
- Carga alar: 283 kg/m² (58 lb/ft²)
- Empuje/peso (reactor): 0,60

### Armamento
- Cañones: 

  - 4 de 20 mm (.79)

## Aeronaves relacionadas

### Desarrollos relacionados
- Republic F-84 Thunderjet

### Aeronaves similares
- Saunders-Roe SR.53
- Saunders-Roe SR.177
- Nord 1500 Griffon
- SNCASE SE-212 Durandal
- SNCASO Trident
- Hawker P.1121

### Secuencias de designación
- Secuencia P-_ (Cazas (Pursuit/Fighter) del USAAC/USAAF/USAF, 1924-1962): ← P-88/F-88 - P-89/F-89 - P-90/F-90 - P-91/F-91 - P-92/F-92 - F-93 - F-94 →